# Waduk
Waduk is een bestuurslaag in het regentschap Magetan van de provincie Oost-Java, Indonesië. Waduk telt 2829 inwoners (volkstelling 2010).